# Nej till kärnkraft!
Nej till kärnkraft! är ett album från 1979 med blandade artister, utgivet till stöd för Folkkampanjen Nej till Kärnkraft. Skivnumret är MNW 99P. Skivan fick en positiv recension av Håkan Lagher i Dagens Nyheter 1980-02-20
Noteras kan här Ola Magnells alternativa version av sin "Min häst har blivit sjuk" och att både Olof Palme, Ola Ullsten och Gösta Bohman får dagsedlar av Lasse Tennander.

## Låtlista

### Sida 1
1. Välfärdsresan - Artist: Lill Lindfors - Text: Ann-Margret Dahlquist-Ljungberg - Musik: Carl-Axel Dominique
2. American Petrol - Artist: Anders Linder - Text: Anders Linder - Musik: F.W. Meacham / arr: Anders Linder
3. Framtidens barn - Artist: Monica Dominique - Text: Ove Martin Wall - Musik: Carl-Axel Dominique
4. Min häst har blivit sjuk (13:e versionen) - Artist, Text & Musik: Ola Magnell
5. Spotta ut kärnorna - Artist: Marie Bergman - Text: Yngve Berger - Musik: Paul Robland /arr: Marie Bergman
6. För sol mot förmörkelse - Artist, Text & Musik: Musikkollektivet Pump med Robert Broberg

### Sida 2
1. Många gånger om - Artist: Dag Vags Storband - Text & Musik: Stig Vig
2. Vi går tillsammans den dagen det är slut - Artist: Monica Törnell - Text & Musik: Tom Lehrer - Svensk text: Per-Anders Boquist
3. Onslunda-Lasse - Artist, Text & Musik: Bernt Staf
4. Sol, vind och vatten eller Sången om de tre vicemännen - Artist, Text & Musik: Lasse Tennander
5. Det ordnar sig alltid - Artist: Anders Linder - Text: Anna Roll - Musik: Fred Winter
6. Himlen är röd - Artist: Hjördis Petterson - Text: Gertrud Hemmel - Musik: Michelle Fardou

## Produktionsuppgifter
- Albumet är en samproduktion mellan Silence Records och MNW till stöd för Folkkampanjen Nej till Kärnkraft
- Inspelad och mixad i MNW:s studio, Waxholm, november 1979 av Curt-Åke Stefan.
- Dag Vag spelades in och mixades av Bengt-Göran Staaf, Studio Decibel, Marie Bergman av Bengt Lindgren, Studio Decibel.
- Hjördis Petterson är inspelad live på Cirkus den 24/11 1979 av Radio Sundsvall/Miljö-red.
- Gravering: Lasse Holmberg, Metronome.
- Pressning: Ljudpress Östersund
- Produktion: Jonas Sjöström, Eva Wilke och Lizzie Jörgensen

- Varm tacklista: Alla musiker, Gunnar Dahl omslagsbild, Ermalm's Egenart[4] (omslag) och personalen på Waxholms tryckeri som gratis ställt upp med sitt arbete och engagemang för Folkkampanjen Nej till Kärnkraft